# Bergnäs kåtakyrka
Bergnäs kåtakyrka är en kyrkobyggnad som tillhör Sorsele församling i Luleå stift. Kyrkan ligger på en höjd nära byn Klippen vid östra sidan om sjön Giertsjaure i Sorsele kommun. På motsatt sida om sjön ligger byn Bergnäs.

## Kyrkobyggnaden
Träkyrkan uppfördes 1955 av befolkningen i byarna Klippen och Bergnäs. Kyrkan har en sexkantig planform och täcks av ett valmat tak. Takets hörnlister når ned ända till marken vilket ger kyrkan ett kåtaliknande utseende.
Ytterväggarna är klädda med träpanel medan taket är klätt med takspån. Mitt på taket, högst upp finns ett sexkantigt fönster för ljusinsläpp.
Kyrkorummet har ett golv av trä och innerväggar klädda med obehandlad träpanel. Bänkinredning saknas.
I en klockstapel hänger Sorseles äldsta kyrkklocka.

## Inventarier
- Ett harmonium.